# Martini Mia...
(Almeno tu nell'universo)
Martini Mia... è il tredicesimo album di Mia Martini, pubblicato nel 1989 su etichetta Fonit Cetra.

## Il disco
L'album segna il ritorno sulle scene di Mia Martini, dopo un silenzio artistico durato sei anni.
Almeno tu nell'universo fu presentato con straordinario successo al Festival di Sanremo 1989: il brano era stato scritto da Bruno Lauzi e Maurizio Fabrizio nel 1972, assieme a Piccolo uomo, e le valse per la seconda volta il "Premio della Critica".
L'album venne registrato in una sola settimana, visto il grande successo riscosso dalla Martini a Sanremo. Esso include Donna, scritto da Enzo Gragnaniello e presentato al Festivalbar dello stesso anno, dove la cantante ricevette il Disco d'oro per le 100 000 copie vendute dell'album; Notturno, una delle canzoni più note di Martini Mia..., ed “Agapimu”, cantato in greco da Mia Martini quindici anni prima.

## I singoli estratti
- Almeno tu nell'universo/Spegni la testa

## Tracce
1. Almeno tu nell'universo – 5:05 (testo: Bruno Lauzi – musica: Maurizio Fabrizio)
2. Donna – 4:00 (Enzo Gragnaniello)
3. Spegni la testa – 4:00 (Domenica Berté)
4. Strade che non si inventeranno mai da sole – 3:40 (Enzo Gragnaniello)
5. Amori – 2:36 (testo: Domenica Berté – musica: Armando Trovajoli)
6. Notturno – 3:42 (Maurizio Fabrizio)
7. Agapimu (testo: Giovanni Conte, Domenica Berté – musica: Dario Baldan Bembo) – Rivisitazione di Agapimu versione originale dall'album È proprio come vivere
8. Formalità – 3:26 (testo: Franca Evangelisti – musica: Massimo Cantini)
9. Statte vicino a me – 3:43 (Enzo Gragnaniello)
10. Il colore tuo – 2:47 (testo: Bruno Lauzi – musica: Maurizio Fabrizio)

### Almeno tu nell'universo
- Arrangiamento: Maurizio Fabrizio
- Direzione d'orchestra: Maurizio Fabrizio
- Registrazione: presso lo studio "Mulinetti" di Recco
- Tecnico del suono: Marco Canepa

### Notturno
- Arrangiamento: Maurizio Fabrizio
- Direzione d'orchestra: Maurizio Fabrizio
- Registrazione: presso lo studio "Mulinetti" di Recco
- Tecnico del suono: Marco Canepa

## Formazione
- Mia Martini – voce
- Massimo Fumanti – chitarra
- Enzo Gragnaniello – chitarra solista
- Maurizio Dei Lazzaretti – batteria
- Maurizio Galli – basso
- Massimo Di Vecchio – tastiera, cori, programmazione
- Karl Potter – percussioni
- Gianni Oddi – sax
- Stefania La Fauci, Gianni Sanjust – cori

## Ringraziamenti
Mimì ringrazia oltre alle persone sopra citate anche:
- Alba, Sandra e Luigi per l'affetto e la fiducia dimostratele;